# Centre français de secourisme
 (mars 2017).
Si vous disposez d'ouvrages ou d'articles de référence ou si vous connaissez des sites web de qualité traitant du thème abordé ici, merci de compléter l'article en donnant les références utiles à sa vérifiabilité et en les liant à la section « Notes et références ».
Le centre français de secourisme et de protection civile est une association de sécurité civile française fondée en 1977. Il œuvre pour le secourisme et dans les domaines qui touchent la protection des populations civiles.

## Historique
En 2002, l'Association de Soutien aux Secouristes (A.S.S.) change de nom pour s'intituler « Centre Français de Secourisme et de Protection Civile (C.F.S.P.C. - C.F.S. Protection Civile) ». En 2013, l'association opte pour la double dénomination « Centre Français De Secourisme et de Protection Civile avec nom d'usage - Centre Français de Secourisme » le sigle étant CFS.

## Description
Il est agréé par arrêté du ministère de l'Intérieur pour l'enseignement du secourisme.
En France, le CFS est présent dans les départements par ses délégations ou des associations qui ont pour nom « Comité français de secourisme » (CFS), sauf dans les DOM-TOM où ce sont des « Comité de secourisme ».
Le CFS œuvre pour le développement des gestes qui sauvent en particulier le PSC 1, mais aussi il propose les formations complémentaires comme l'AFCPSAM, le PSE 1 PSE 2, le CFAPSR et le BMNPS. Il est également agréé pour l'enseignement du BNIS.
Certains CFS participent aux prompt secours auprès de la brigade de sapeurs-pompiers de Paris les week-ends. À cet effet le CFS dispose d'un agrément du préfet de police permettant à ses associations d'assurer les secours dans les départements de Paris, Seine-Saint-Denis, Hauts-de-Seine et du Val-de-Marne.
Le comité français de secourisme est lié par convention avec l'union nationale de protection civile.
Le centre français de secourisme est agréé au niveau national pour participer aux missions de sécurité civile selon le type des missions.